# Edwin Swift
Edwin Swift (Linthwaite bij Huddersfield, graafschap West Yorkshire, 14 mei 1843 – Linthwaite, 9 februari 1904) was een Brits componist, dirigent en cornettist.

## Levensloop
Swift groeide op in Linthwaite. Op 9-jarige leeftijd verliet hij de school en werd wever in een groot weverij, waar hij werkte tot zijn 32e verjaardag. Zijn eerste muzikale ervaring kreeg hij in een drum- en fluiterskorps, maar al spoedig leerde hij het cornet te bespelen. Hij speelde in de Linthwaite (Brass-) Band en al op 14-jarige leeftijd was hij 1e cornettist en bandmaster en later tweede dirigent. In 1869 won de brassband onder zijn leiding de "3rd. West Yorkshire Rifle Volunteers". In 1875 - op 32-jarige leeftijd - stopte hij zijn werk als wever en concentreerde zich uitsluitend op het werken als componist, arrangeur, dirigent en jurylid bij concoursen.
Hij behoorde tot het zogenoemde Tiumverate. Deze bekende groep van brassband dirigenten in het Verenigd Koninkrijk was heel belangrijk, ja zelfs legendarisch, in de 19e eeuw voor de ontwikkeling van de brassband beweging. Naast Edwin Swift behoorde tot deze groep Alexander Owen en John Gladney.
Swift dirigeerde naast zijn Linthwaite (Brass-) Band ook de Irwell Springs Band, Wyke Temperance en verschillende andere brassbands. Met de Irwell Springs Band won hij in 1893 de Belle Vue Contest.
Als componist schreef hij een aantal werken voor dit medium en in 1898 werd zijn Grand Fantasia from works of Mendelssohn verplicht werk van The British Open Brass Band Championships.

## Composities

### Werken voor brassband (selectie)
- Grand Fantasia from works of Mendelssohn (verplicht werk van The British Open Brass Band Championships 1898)

### Bewerkingen voor brassband
- Ouverture uit «La Reine de Saba» van Charles Gounod
- Ouverture uit «Der Fliegende Holländer» van Richard Wagner
- Ouverture uit «Il Giuramento» van Saverio Mercadante
- Ouverture uit «Faust» van Louis Spohr

## Publicaties
- Anonymus: The Life and Career of the Late Mr Edwin Swift: A Self-made Musician, Bandmaster and Adjudicator, Trainer of many of the leading brass bands in the North of England, Fred Hawley, Milnsbridge, 1904.
- Colin Matthew, Brian Harrison, Lawrence Goldman: The Oxford Dictionary of National Biography, Oxford University Press, 2004.